# Бухарцы

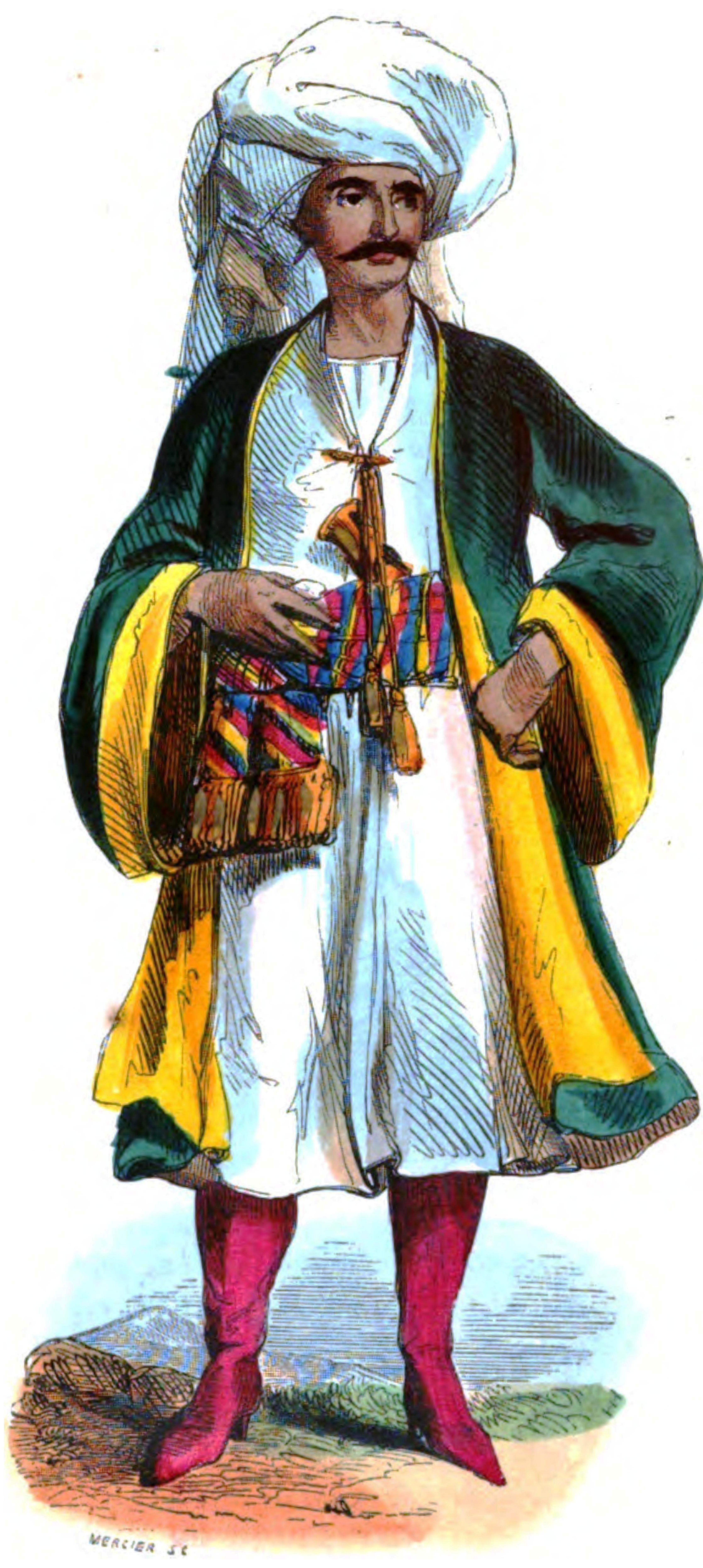
Бухарец в национальной одежде

Буха́рцы (тат. Бохарлык; узб. Buxorolik; кирг. Букарлык; тадж. Бухорӣ) — этнографическая и социокультурная группа в составе населения Российской империи. По происхождению — выходцы из Бухарского ханства. Составили заметную долю в формировании сибирских и астраханских татар.
В этническом отношении бухарцы включали в себя разновременные группы узбеков, таджиков, уйгуров, различных кавказских народов, в меньшей степени — казахов, киргизов и каракалпаков. Татары-бухарцы, традиционно считающиеся выходцами из Средней Азии, по предположению Е. В. Балановской, специалиста по популяционной генетике, и ряда других авторов, могут быть потомками выходцев с Западного Кавказа.
Основные языки — персидский и чагатайский. Бухарские купцы торговали далеко за пределами Бухарского ханства, из-за этого бухарцы воспринимались как народ преимущественно торговый. 
Бухарцами сегодня также называют бухарских евреев, живущих в Израиле и США. Данный термин определяет их как этнолингвистическую общину иудеев и употребляется с XIX века (см. Бухарский квартал в Иерусалиме).

## Сибирские бухарцы

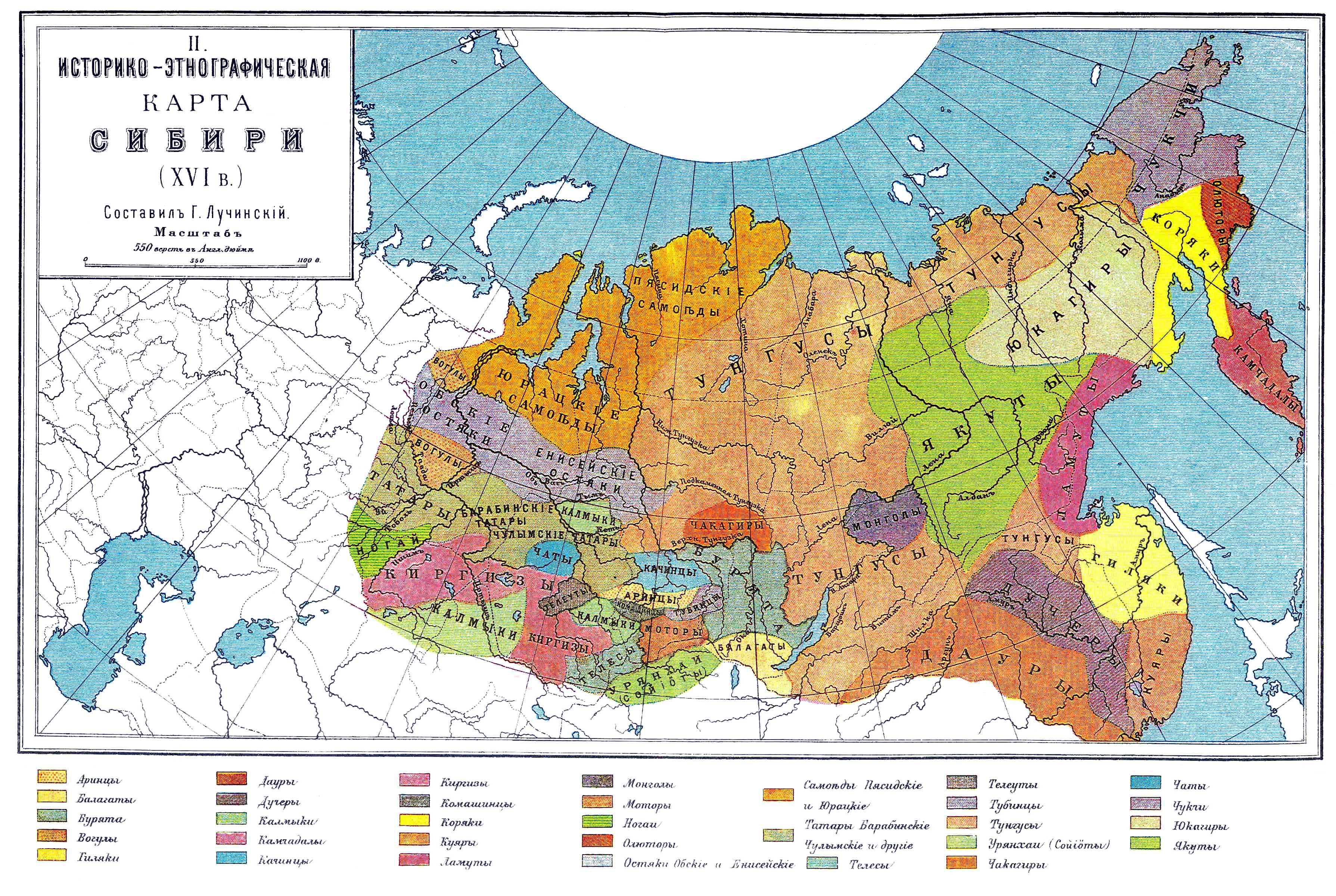
Историко-этнографическая карта Сибири Г. А. Лучинского

Сибирские бухарцы как особая этносословная группа населения Русского царства сложилась в конце XVII — начале XVII века. При Петре I в 1724 году был издан указ, в котором говорилось: «с тобольских и других городов бухарцев рекрут не брать и по данным им грамотам и привилегиям их, бухарцев, в посады не писать и никакими службами не утеснять». В указе 1725 года было сказано: «служивших татар и бухарцев, написанных в подушный оклад при ревизии 1723 года из оного выключить, и взысканные с них подушные деньги возвратить и впредь их в подушный оклад не класть».
Сибирские бухарцы также играли важную роль в Джунгарском ханстве. В XVII-XVIII веках они были проводниками российских торговых и дипломатических миссий в Джунгарию и Китай. Так, посольство Ивана Унковского к джунгарам в 1722 году сопровождали двенадцать сибирских бухарских купцов.
В XVII веке бухарцы получали духовное образование в Средней Азии, а по приезде в Сибирь они открывали мектебы при мечетях и медресе в крупных селениях, где обучали как мальчиков, так и девочек. Из среды сибирских бухарцев пополнялось мусульманское духовенства Сибири. По мнению Григория Потанина, до прибытия  в Сибирь шведских пленных после Полтавской битвы в 1709 году бухарцы были самой образованной и космополитичной группой населения Сибири. Потанин также писал, что бухарцы заложили основу земледелия в Западной Сибири еще до прихода туда русских. В XVIII веке они сеяли пшеницу, привезенную из Средней Азии, которая затем широко распространилась в Сибири. 
Бухарцы в XVII веке держали в своих руках всю внутреннюю торговлю в Сибири; в XVIII веке в их руках осталась только азиатская торговля. Русские жители Сибири занимались незаконной продажей мехов бухарцам. Чтобы положить конец этой контрабанде и вывозу соболей в Среднюю Азию, российское правительство запретило въезд бухарцам из Средней Азии в Сибирь. Такою мерою, в начале XIX столетия, правительству удалось дать перевес русским купцам над бухарскими. 
Серия указов в течение XVIII века закрепила статус сибирских бухарцев как самой привилегированной мусульманской общины в России — они были освобождены от оброка, ямской повинности и других видов налогов и натуральных повинностей. Но в 1824 году Александр I издал указ, устанавливающий повинности для всех купцов, в том числе сибирских бухарцев. В 1832 году Николай I издал указ о том, что все сибирские бухарцы должны объявить себя русскими подданными и подать заявление о приеме в купеческую гильдию. Те, кто отказывался это делать, должны были вернуться в Среднюю Азию. В 1834 году Николай I учредил «Положение о бухарцах и ташкентцах, населяющих Западную Сибирь», закрепившее разделение бухарцев на торговцев и землепашцев, при этом бухарские землепашцы получили статус «оседлых инородцев». За сибирскими бухарцами оставалось освобождение от воинской повинности и от сборов на общественные работы.
В Тобольской губернии существовало несколько Бухарских волостей в разных уездах. В частности, до начала XX века в Тарском уезде Тобольской губернии существовала Бухарская волость, в которой проживали в основном бухарцы.
По переписи 1897 года в Западной Сибири было 11559 бухарцев. К концу XIX века сибирские бухарцы почти полностью слились с сибирскими татарами.
Категория «бухарцев» последний раз присутствовала в материалах переписи 1926 года. По этой переписи почти все бухарцы проживали в Тарском округе — 11517 (из них — 497 человек в городе Тара). В Тобольском округе данной переписью было зафиксировано 3 бухарца, в Тюменском — 8125.
Национальность «бухарец» встречалась в документах до начала 1930-х годов. Сегодня название бухарец употребляется почти исключительно по отношению к жителям города Бухары.
В заречной части Тюмени существует район города, официально именуемый Бухарской слободой. Расположенные неподалёку от Тюмени сёла Ембаево и Тураево населены потомками бухарцев. Также на территории Омской области имеется ряд населённых пунктов, основанных бухарцами в XV—XVII веках (Яланкуль, Уленкуль, Казатово, Аубаткан, Тусказань и другие).